# سالم الصنادلي
سالم الصنادلي ولد في 1877 وتوفي في أبريل 1936، هو سياسي تونسي.

## السيرة الذاتية
زاول سالم تعليمه في المدرسة الصادقية، ثم أصبح سكرتير مترجم في إدارة الضوابط المدنية. أصبح قائد منطقة بنزرت في 1917، ثم خلف أحمد السكات كقائد صفاقس بين 1925 و1935. شغل منصب وزير العدل في 1935، وبقي فيه حتى وفاته في السنة الموالية.

## التشريفات
- الوشاح الأكبر لنيشان الافتخار.[4]
- ضابط وسام جوقة الشرف.[5]